# Équipe de France de football au Championnat d'Europe 2012
Pour un article plus général, voir Campagne 2010-2012 de l'équipe de France de football.
Cet article relate le parcours de l’équipe de France de football lors du Championnat d'Europe de football 2012 organisé en Pologne et en Ukraine du 8 juin au 1er juillet 2012.

## Maillots
L'équipe de France porte pendant l'Euro 2012 un maillot confectionné par l'équipementier Nike.
| Couleurs | Bleu, blanc et rouge |
| Marque   | Nike                 |
| Domicile | Extérieur            |

## Déroulement

### Joueurs convoqués
Le 9 mai 2012, Laurent Blanc convoque 12 joueurs qui évoluent dans des clubs étrangers, puis le 16 mai, 15 joueurs évoluant en Ligue 1. Entretemps, Younès Kaboul déclare forfait après s'être blessé au genou, c'est le jeune montpellierain Mapou Yanga-Mbiwa qui prend sa place. Le 25 mai, à la suite d'une lésion du quadriceps gauche, l'attaquant marseillais Loïc Rémy est lui aussi contraint de déclarer forfait, il ne sera pas remplacé au sein du groupe élargi de 25 joueurs.
Le 29 mai, le jour de la date butoir fixée par l'UEFA, Laurent Blanc dépose sa liste définitive, et se sépare de Mapou Yanga-Mbiwa et Yoann Gourcuff,.

## Effectif
| Numéro / Nom       | Numéro / Nom       | Équipe                 | Sél. (but)      | Date de naissance | J.              |                 |                 |                 |                 |
| Gardiens de but    | Gardiens de but    | Gardiens de but        | Gardiens de but | Gardiens de but   | Gardiens de but | Gardiens de but | Gardiens de but | Gardiens de but | Gardiens de but |
| ------------------ | ------------------ | ---------------------- | --------------- | ----------------- | --------------- | --------------- | --------------- | --------------- | --------------- |
| 1                  | Hugo Lloris        | Olympique lyonnais     | 36 (0)          | 26 décembre 1986  | 4               | 0               | 0               | 0               | 0               |
| 16                 | Steve Mandanda     | Olympique de Marseille | 15 (0)          | 28 mars 1985      | 0               | 0               | 0               | 0               | 0               |
| 23                 | Cédric Carrasso    | Girondins de Bordeaux  | 1 (0)           | 30 décembre 1981  | 0               | 0               | 0               | 0               | 0               |
| Défenseurs         |                    |                        |                 |                   |                 |                 |                 |                 |                 |
| 2                  | Mathieu Debuchy    | Lille OSC              | 8 (1)           | 28 juillet 1985   | 4               | 0               | 1               | 0               | 0               |
| 3                  | Patrice Évra       | Manchester United      | 42 (0)          | 15 mai 1981       | 1               | 0               | 0               | 0               | 0               |
| 4                  | Adil Rami          | Valence CF             | 23 (1)          | 27 décembre 1985  | 4               | 0               | 0               | 0               | 0               |
| 5                  | Philippe Mexès     | AC Milan               | 29 (1)          | 30 mars 1982      | 3               | 0               | 2               | 0               | 0               |
| 13                 | Anthony Réveillère | Olympique lyonnais     | 17 (1)          | 10 novembre 1979  | 1               | 0               | 0               | 0               | 0               |
| 21                 | Laurent Koscielny  | Arsenal FC             | 3 (0)           | 10 septembre 1985 | 1               | 0               | 0               | 0               | 0               |
| 22                 | Gaël Clichy        | Manchester City        | 14 (0)          | 26 juillet 1985   | 3               | 0               | 0               | 0               | 0               |
| Milieux de terrain |                    |                        |                 |                   |                 |                 |                 |                 |                 |
| 6                  | Yohan Cabaye       | Newcastle United       | 15 (1)          | 14 janvier 1986   | 3               | 1               | 1               | 0               | 0               |
| 8                  | Mathieu Valbuena   | Olympique de Marseille | 12 (2)          | 28 septembre 1984 | 0               | 0               | 0               | 0               | 0               |
| 11                 | Samir Nasri        | Manchester City        | 34 (4)          | 26 juin 1987      | 4               | 1               | 0               | 0               | 0               |
| 12                 | Blaise Matuidi     | Paris SG               | 4 (0)           | 9 avril 1987      | 0               | 0               | 0               | 0               | 0               |
| 15                 | Florent Malouda    | Chelsea FC             | 79 (9)          | 13 juin 1980      | 3               | 0               | 0               | 0               | 0               |
| 17                 | Yann M'Vila        | Stade rennais          | 21 (1)          | 29 juin 1990      | 3               | 0               | 0               | 0               | 0               |
| 18                 | Alou Diarra        | Olympique de Marseille | 44 (0)          | 15 juillet 1981   | 3               | 0               | 0               | 0               | 0               |
| 19                 | Marvin Martin      | FC Sochaux             | 14 (2)          | 10 janvier 1988   | 2               | 0               | 0               | 0               | 0               |
| Attaquants         |                    |                        |                 |                   |                 |                 |                 |                 |                 |
| 7                  | Franck Ribéry      | Bayern Munich          | 63 (10)         | 7 avril 1983      | 4               | 0               | 0               | 0               | 0               |
| 9                  | Olivier Giroud     | Montpellier HSC        | 8 (1)           | 30 septembre 1986 | 3               | 0               | 0               | 0               | 0               |
| 10                 | Karim Benzema      | Real Madrid            | 48 (15)         | 19 décembre 1987  | 4               | 0               | 0               | 0               | 0               |
| 14                 | Jérémy Ménez       | Paris SG               | 15 (2)          | 7 mai 1987        | 3               | 1               | 2               | 0               | 0               |
| 20                 | Hatem Ben Arfa     | Newcastle United       | 13 (2)          | 7 mars 1987       | 2               | 0               | 0               | 0               | 0               |

 = capitaine --  Gardien de butDéfenseurMilieu de terrainAttaquantSélectionneur

## Qualifications

### Groupe D
| Rang | Équipe             | Pts | J  | G | N | P | Bp | Bc | Diff |  | Résultats (▼ dom., ► ext.) |     |     |     |     |     |     |
| ---- | ------------------ | --- | -- | - | - | - | -- | -- | ---- |  | -------------------------- | --- | --- | --- | --- | --- | --- |
| 1    | France             | 21  | 10 | 6 | 3 | 1 | 15 | 4  | +11  |  | France                     |     | 1-1 | 2-0 | 0-1 | 3-0 | 2-0 |
| 2    | Bosnie-Herzégovine | 20  | 10 | 6 | 2 | 2 | 17 | 8  | +9   |  | Bosnie-Herzégovine         | 0-2 |     | 2-1 | 1-0 | 2-0 | 5-0 |
| 3    | Roumanie           | 14  | 10 | 3 | 5 | 2 | 13 | 9  | +4   |  | Roumanie                   | 0-0 | 3-0 |     | 2-2 | 1-1 | 3-1 |
| 4    | Biélorussie        | 13  | 10 | 3 | 4 | 3 | 8  | 7  | +1   |  | Biélorussie                | 1-1 | 0-2 | 0-0 |     | 2-0 | 2-0 |
| 5    | Albanie            | 9   | 10 | 2 | 3 | 5 | 7  | 14 | -7   |  | Albanie                    | 1-2 | 1-1 | 1-1 | 1-0 |     | 1-0 |
| 6    | Luxembourg         | 4   | 10 | 1 | 1 | 8 | 3  | 21 | -18  |  | Luxembourg                 | 0-2 | 0-3 | 0-2 | 0-0 | 2-1 |     |

## Matchs de préparation
Pour sa préparation à l'Euro, l'équipe de France joue trois matchs amicaux : l'Islande le 27 mai au stade du Hainaut ; la Serbie le 31 mai au stade Auguste-Delaune ; l'Estonie le 5 juin au MMArena.
| Match amical                                      | France                              | 3 – 2   | Islande                        | Stade du Hainaut Valenciennes, France |                                  |
| 27 mai 2012 · 21 h 00 · Historique des rencontres | Debuchy 52e · Ribéry 85e · Rami 87e | (0 – 2) | 28e Bjarnason · 34e Sigþórsson | Arbitrage : Sebastien Delferière      | Arbitrage : Sebastien Delferière |
| 27 mai 2012 · 21 h 00 · Historique des rencontres | Rapport                             |         |                                | Arbitrage : Sebastien Delferière      | Arbitrage : Sebastien Delferière |

| Match amical                                      | France                   | 2 – 0   | Serbie | Stade Auguste-Delaune Reims, France |                          |
| 31 mai 2012 · 21 h 00 · Historique des rencontres | Ribéry 10e · Malouda 15e | (2 – 0) |        | Arbitrage : Knut Kircher            | Arbitrage : Knut Kircher |
| 31 mai 2012 · 21 h 00 · Historique des rencontres | Rapport                  |         |        | Arbitrage : Knut Kircher            | Arbitrage : Knut Kircher |

| Match amical                                      | France                                   | 4 – 0   | Estonie | MMArena Le Mans, France |                         |
| 5 juin 2012 · 21 h 00 · Historique des rencontres | Ribéry 24e · Benzema 37e 47e · Ménez 90e | (2 – 0) |         | Arbitrage : Liran Liany | Arbitrage : Liran Liany |
| 5 juin 2012 · 21 h 00 · Historique des rencontres | Rapport                                  |         |         | Arbitrage : Liran Liany | Arbitrage : Liran Liany |

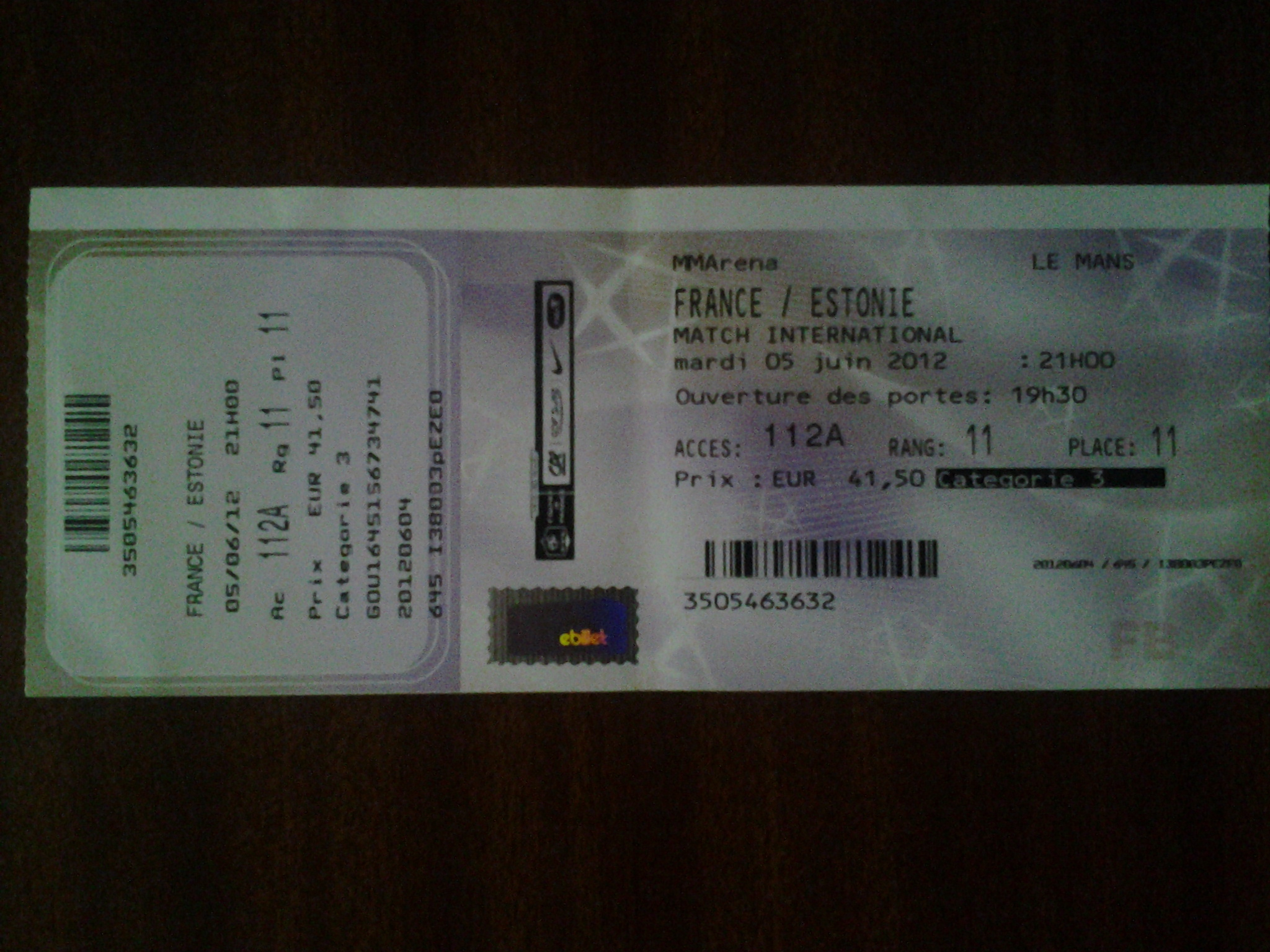
Billet du match France-Estonie du 5 juin 2012 au MMArena.

À la suite de ces trois matchs, les hommes de Laurent Blanc sont invaincus depuis 21 matchs, ils égalent la série de Jacques Santini en 2004. Selon la presse, Franck Ribéry et Karim Benzema sont les deux joueurs qui ont le plus brillé de par leur entente sur le terrain,. En revanche, la défense composée de Debuchy, Rami, Mexès et Évra, pose plus de souci au sélectionneur. Ce dernier déclare : « le domaine défensif n'a pas été satisfaisant », puis ajoute qu'il faut faire « prendre conscience aux joueurs que défensivement, il faut être beaucoup plus rigoureux ».

## Euro 2012

### Premier tour - Groupe D
| Rang | Équipe     | Pts | J | G | N | P | Bp | Bc | Diff |
| ---- | ---------- | --- | - | - | - | - | -- | -- | ---- |
| 1    | Angleterre | 7   | 3 | 2 | 1 | 0 | 5  | 3  | +2   |
| 2    | France     | 4   | 3 | 1 | 1 | 1 | 3  | 3  | 0    |
| 3    | Ukraine    | 3   | 3 | 1 | 0 | 2 | 2  | 4  | -2   |
| 4    | Suède      | 3   | 3 | 1 | 0 | 2 | 5  | 5  | 0    |

     Équipe qualifiée

#### France - Angleterre
| 11 juin 2012                      | France    | 1 – 1   | Angleterre  | Donbass Arena, Donetsk                          |                                                 |
| 18:00 · Historique des rencontres | Nasri 39e | (1 – 1) | 30e Lescott | Spectateurs : 47 400 Arbitrage : Nicola Rizzoli | Spectateurs : 47 400 Arbitrage : Nicola Rizzoli |
| 18:00 · Historique des rencontres | Rapport   |         |             | Spectateurs : 47 400 Arbitrage : Nicola Rizzoli | Spectateurs : 47 400 Arbitrage : Nicola Rizzoli |

| France | Angleterre |

| France :        |    |                  |  |  |     |
|                 |    |                  |  |  |     |
| Gardien de but  | 1  | Hugo Lloris      |  |  |     |
|                 | 2  | Mathieu Debuchy0 |  |  |     |
|                 | 3  | Patrice Évra     |  |  |     |
|                 | 4  | Adil Rami        |  |  |     |
|                 | 5  | Philippe Mexès   |  |  |     |
|                 | 6  | Yohan Cabaye     |  |  | 84e |
|                 | 7  | Franck Ribéry    |  |  |     |
|                 | 10 | Karim Benzema    |  |  |     |
|                 | 11 | Samir Nasri      |  |  |     |
|                 | 15 | Florent Malouda  |  |  | 85e |
|                 | 18 | Alou Diarra      |  |  |     |
| Remplaçants :   |    |                  |  |  |     |
|                 | 20 | Hatem Ben Arfa   |  |  | 84e |
|                 | 19 | Marvin Martin    |  |  | 85e |
| Sélectionneur : |    |                  |  |  |     |
| Laurent Blanc   |    |                  |  |  |     |

| Angleterre :    |    |                          |  |     |     |
|                 |    |                          |  |     |     |
| Gardien de but  | 1  | Joe Hart                 |  |     |     |
|                 | 2  | Glen Johnson             |  |     |     |
|                 | 3  | Ashley Cole              |  |     |     |
|                 | 4  | Steven Gerrard           |  |     |     |
|                 | 6  | John Terry               |  |     |     |
|                 | 11 | Ashley Young             |  | 71e |     |
|                 | 15 | Joleon Lescott           |  |     |     |
|                 | 16 | James Milner             |  |     |     |
|                 | 17 | Scott Parker             |  |     | 78e |
|                 | 20 | Alex Oxlade-Chamberlain0 |  | 34e | 77e |
|                 | 22 | Danny Welbeck            |  |     | 90e |
| Remplaçants :   |    |                          |  |     |     |
|                 | 21 | Jermain Defoe            |  |     | 77e |
|                 | 8  | Jordan Henderson         |  |     | 78e |
|                 | 7  | Theo Walcott             |  |     | 90e |
| Sélectionneur : |    |                          |  |     |     |
| Roy Hodgson     |    |                          |  |     |     |

| Assistants : Renato Faverani Andrea Stefani Quatrième arbitre : Pavel Královec Arbitres assistants additionnels : Gianluca Rocchi Paolo Tagliavento Homme du match : Samir Nasri |

#### Ukraine - France
| 15 juin 2012                      | Ukraine | 0 – 2   | France                 | Donbass Arena, Donetsk                         |                                                |
| 19:00 · Historique des rencontres |         | (0 – 0) | 53e Ménez · 56e Cabaye | Spectateurs : 48 000 Arbitrage : Björn Kuipers | Spectateurs : 48 000 Arbitrage : Björn Kuipers |
| 19:00 · Historique des rencontres | Rapport |         |                        | Spectateurs : 48 000 Arbitrage : Björn Kuipers | Spectateurs : 48 000 Arbitrage : Björn Kuipers |

| Ukraine | France |

| Ukraine :       |    |                     |  |     |     |
|                 |    |                     |  |     |     |
| Gardien de but  | 12 | Andriy Pyatov       |  |     |     |
|                 | 2  | Yevhen Selin        |  | 55e |     |
|                 | 3  | Yevhen Khacheridi   |  |     |     |
|                 | 4  | Anatoliy Tymoshchuk |  | 87e |     |
|                 | 7  | Andriy Shevchenko 0 |  |     |     |
|                 | 9  | Oleh Husyev         |  |     |     |
|                 | 10 | Andriy Voronin      |  |     | 46e |
|                 | 11 | Andriy Yarmolenko   |  |     | 68e |
|                 | 17 | Taras Mykhalyk      |  |     |     |
|                 | 18 | Serhiy Nazarenko    |  |     | 60e |
|                 | 19 | Yevhen Konoplyanka  |  |     |     |
| Remplaçants :   |    |                     |  |     |     |
|                 | 22 | Marko Dević         |  |     | 46e |
|                 | 15 | Artem Milevskiy     |  |     | 60e |
|                 | 8  | Oleksandr Aliyev    |  |     | 68e |
| Sélectionneur : |    |                     |  |     |     |
| Oleg Blokhine   |    |                     |  |     |     |

| France :        |    |                  |  |     |     |
|                 |    |                  |  |     |     |
| Gardien de but  | 1  | Hugo Lloris      |  |     |     |
|                 | 2  | Mathieu Debuchy0 |  | 79e |     |
|                 | 4  | Adil Rami        |  |     |     |
|                 | 5  | Philippe Mexès   |  | 81e |     |
|                 | 6  | Yohan Cabaye     |  |     | 68e |
|                 | 7  | Franck Ribéry    |  |     |     |
|                 | 10 | Karim Benzema    |  |     | 76e |
|                 | 11 | Samir Nasri      |  |     |     |
|                 | 14 | Jérémy Ménez     |  | 40e | 73e |
|                 | 18 | Alou Diarra      |  |     |     |
|                 | 22 | Gaël Clichy      |  |     |     |
| Remplaçants :   |    |                  |  |     |     |
|                 | 17 | Yann M'Vila      |  |     | 68e |
|                 | 19 | Marvin Martin    |  |     | 73e |
|                 | 9  | Olivier Giroud   |  |     | 76e |
| Sélectionneur : |    |                  |  |     |     |
| Laurent Blanc   |    |                  |  |     |     |

| Assistants : Sander van Roekel Erwin Zeinstra Quatrième arbitre : Tom Harald Hagen Arbitres assistants additionnels : Pol van Boekel Richard Liesveld Homme du match : Franck Ribéry |

#### Suède - France
| 19 juin 2012                      | Suède                           | 2 – 0   | France | Stade olympique, Kiev                          |                                                |
| 20:45 · Historique des rencontres | Ibrahimović 54e · Larsson 90+1e | (0 – 0) |        | Spectateurs : 63 010 Arbitrage : Pedro Proença | Spectateurs : 63 010 Arbitrage : Pedro Proença |
| 20:45 · Historique des rencontres | Rapport                         |         |        | Spectateurs : 63 010 Arbitrage : Pedro Proença | Spectateurs : 63 010 Arbitrage : Pedro Proença |

| Suède | France |

| Suède :         |    |                        |  |     |     |
|                 |    |                        |  |     |     |
| Gardien de but  | 1  | Andreas Isaksson       |  |     |     |
|                 | 3  | Olof Mellberg          |  |     |     |
|                 | 4  | Andreas Granqvist      |  |     |     |
|                 | 5  | Martin Olsson          |  |     |     |
|                 | 7  | Sebastian Larsson      |  |     |     |
|                 | 8  | Anders Svensson        |  | 70e | 79e |
|                 | 9  | Kim Källström          |  |     |     |
|                 | 10 | Zlatan Ibrahimović     |  |     |     |
|                 | 13 | Jonas Olsson           |  |     |     |
|                 | 19 | Emir Bajrami           |  |     | 46e |
|                 | 20 | Ola Toivonen           |  |     | 78e |
| Remplaçants :   |    |                        |  |     |     |
|                 | 21 | Christian Wilhelmsson0 |  |     | 46e |
|                 | 16 | Pontus Wernbloom       |  |     | 78e |
|                 | 18 | Samuel Holmén          |  | 81e | 79e |
| Sélectionneur : |    |                        |  |     |     |
| Erik Hamrén     |    |                        |  |     |     |

| France :        |    |                 |  |     |     |
|                 |    |                 |  |     |     |
| Gardien de but  | 1  | Hugo Lloris     |  |     |     |
|                 | 2  | Mathieu Debuchy |  |     |     |
|                 | 4  | Adil Rami       |  |     |     |
|                 | 5  | Philippe Mexès  |  | 68e |     |
|                 | 7  | Franck Ribéry   |  |     |     |
|                 | 10 | Karim Benzema   |  |     |     |
|                 | 11 | Samir Nasri     |  |     | 77e |
|                 | 17 | Yann M'Vila     |  |     | 83e |
|                 | 18 | Alou Diarra     |  |     |     |
|                 | 20 | Hatem Ben Arfa  |  |     | 59e |
|                 | 22 | Gaël Clichy     |  |     |     |
| Remplaçants :   |    |                 |  |     |     |
|                 | 15 | Florent Malouda |  |     | 59e |
|                 | 14 | Jérémy Ménez    |  |     | 77e |
|                 | 9  | Olivier Giroud  |  |     | 83e |
| Sélectionneur : |    |                 |  |     |     |
| Laurent Blanc   |    |                 |  |     |     |

| Assistants : Bertino Miranda Ricardo Santos Quatrième arbitre : Pol van Boekel Arbitres additionnels : Jorge Sousa Duarte Gomes Homme du match : Zlatan Ibrahimović |

### Quart de finale

#### Espagne – France
| 23 juin 2012                        | Espagne                 | 2 – 0   | France | Donbass Arena, Donetsk                          |                                                 |
| 20 h 45 · Historique des rencontres | Alonso 19e 90+1e (pen.) | (1 – 0) |        | Spectateurs : 47 000 Arbitrage : Nicola Rizzoli | Spectateurs : 47 000 Arbitrage : Nicola Rizzoli |
| 20 h 45 · Historique des rencontres | Rapport                 |         |        | Spectateurs : 47 000 Arbitrage : Nicola Rizzoli | Spectateurs : 47 000 Arbitrage : Nicola Rizzoli |

| Espagne | France |

| Espagne :          |    |                  |  |     |     |
|                    |    |                  |  |     |     |
| Gardien de but     | 1  | Iker Casillas    |  |     |     |
|                    | 3  | Gerard Piqué     |  |     |     |
|                    | 6  | Andrés Iniesta   |  |     | 84e |
|                    | 7  | Xavi             |  |     |     |
|                    | 10 | Cesc Fàbregas    |  |     | 67e |
|                    | 14 | Xabi Alonso      |  |     |     |
|                    | 15 | Sergio Ramos     |  | 31e |     |
|                    | 16 | Sergio Busquets  |  |     |     |
|                    | 17 | Álvaro Arbeloa   |  |     |     |
|                    | 18 | Jordi Alba       |  |     |     |
|                    | 21 | David Silva      |  |     | 65e |
| Remplaçants :      |    |                  |  |     |     |
|                    | 7  | Pedro            |  |     | 65e |
|                    | 9  | Fernando Torres0 |  |     | 67e |
|                    | 20 | Santi Cazorla    |  |     | 84e |
| Sélectionneur :    |    |                  |  |     |     |
| Vicente del Bosque |    |                  |  |     |     |

| France :        |    |                     |  |     |     |
|                 |    |                     |  |     |     |
| Gardien de but  | 1  | Hugo Lloris         |  |     |     |
|                 | 2  | Mathieu Debuchy     |  |     | 64e |
|                 | 4  | Adil Rami           |  |     |     |
|                 | 6  | Yohan Cabaye        |  | 42e |     |
|                 | 7  | Franck Ribéry       |  |     |     |
|                 | 10 | Karim Benzema       |  |     |     |
|                 | 13 | Anthony Réveillère0 |  |     |     |
|                 | 15 | Florent Malouda     |  |     | 65e |
|                 | 17 | Yann M'Vila         |  |     | 79e |
|                 | 21 | Laurent Koscielny   |  |     |     |
|                 | 22 | Gaël Clichy         |  |     |     |
| Remplaçants :   |    |                     |  |     |     |
|                 | 14 | Jérémy Ménez        |  | 76e | 64e |
|                 | 11 | Samir Nasri         |  |     | 65e |
|                 | 9  | Olivier Giroud      |  |     | 79e |
| Sélectionneur : |    |                     |  |     |     |
| Laurent Blanc   |    |                     |  |     |     |

| Assistants : Renato Faverani Andrea Stefani Quatrième arbitre : Craig Thomson Arbitres assistants additionnels : Gianluca Rocchi Paolo Tagliavento Homme du match : Xabi Alonso |

## Séjour et hébergement
Le 6 juin 2012, le lendemain de leur victoire contre l'Estonie, les Bleus s'envolent pour l'Ukraine. Ils sont logés dans un hôtel destiné à la performance sportive, situé près de la ville de Donetsk, à Kirsha. Chaque joueur a une chambre séparée, munie d'une salle de bain. Pour la Presse, l'hôtel est un modèle de « sobriété », loin du modèle « bling-bling » qu'avaient les Tricolores, lors de la Coupe du monde 2010 en Afrique du Sud. À proximité se trouve le centre d'entraînement (en) de l'équipe du FC Chakhtar Donetsk, il est composé de neuf terrains de football,,.

## Hommage
Le célèbre commentateur de football Thierry Roland est mort pendant le Championnat d'Europe 2012, 16 juin 2012. Il était initialement prévu pour commenter l'Euro 2012 aux côtés de Jean-Michel Larqué, alors qu'ils n'avaient plus commenté ensemble de grande compétition internationale depuis l'Euro 2004, mais Thierry Roland avait dû renoncer à commenter la compétition le 13 juin 2012, avant le match France-Ukraine, n'étant pas totalement remis d'une opération liée à un calcul biliaire. Les deux commentateurs s'étaient cependant brièvement retrouvés le 6 septembre 2011 pour commenter le match Roumanie-France comptant pour les éliminatoires de l'Euro 2012.
Durant la compétition, après l'annonce de la mort de Thierry Roland, l'équipe de France lui a rendu hommage le jour de sa mort, en se recueillant avant l'entraînement et en observant une minute de silence lors de la conférence de presse,.